# Europawahl in Dänemark 2004
Die Europawahl in Dänemark 2004 fand am 13. Juni 2004 im Rahmen der EU-weit stattfindenden Europawahl 2004 statt. In Dänemark wurden 14 der 732 Sitze vergeben. Die Wahlbeteiligung lag bei 47,89 %.

## Ausgangslage

### Scheidendes Parlament
| Fraktion                       | Fraktion                                         | Mandate | Partei                  | Partei                      | Mandate |
| ------------------------------ | ------------------------------------------------ | ------- | ----------------------- | --------------------------- | ------- |
|                                | Liberale und Demokratische Fraktion              | 6 / 16  |                         | Venstre                     | 5 / 16  |
|                                | Liberale und Demokratische Fraktion              | 6 / 16  | Radikale Venstre        | 1 / 16                      |         |
|                                | Die Linke im Europäischen Parlament – GUE/NGL    | 3 / 16  |                         | Folkebevægelsen mod EU      | 1 / 16  |
|                                | Die Linke im Europäischen Parlament – GUE/NGL    | 3 / 16  | Socialistisk Folkeparti | 1 / 16                      |         |
|                                | Die Linke im Europäischen Parlament – GUE/NGL    | 3 / 16  | Unabhängige             | 1 / 16                      |         |
|                                | Europa der Demokratien und der Unterschiede      | 3 / 16  |                         | JuniBevægelsen              | 3 / 16  |
|                                | Fraktion der Sozialdemokratischen Partei Europas | 2 / 16  |                         | Socialdemokraterne          | 2 / 16  |
|                                | Fraktion der Europäischen Volkspartei            | 1 / 16  |                         | Det Konservative Folkeparti | 1 / 16  |
|                                | Union für das Europa der Nationen                | 1 / 16  |                         | Dansk Folkeparti            | 1 / 16  |
|                                |                                                  |         |                         |                             |         |
| Quelle: Europäisches Parlament |                                                  |         |                         |                             |         |

Unabhängige: Freddy Blak, Den frie Socialdemokrat.

### Listen und Parteien
| N. | Liste | Liste                            | Europapartei |
| -- | ----- | -------------------------------- | ------------ |
| A  |       | Socialdemokraterne (S)           | SPE          |
| B  |       | Radikale Venstre (RV)            | ELDR         |
| C  |       | Det Konservative Folkeparti (KF) | EVP          |
| F  |       | Socialistisk Folkeparti (SF)     | –            |
| J  |       | JuniBevægelsen                   | –            |
| K  |       | Kristendemokraterne (KD)         | –            |
| N  |       | Folkebevægelsen mod EU           | –            |
| O  |       | Dansk Folkeparti (DF)            | –            |
| V  |       | Venstre (V)                      | ELDR         |

## Ergebnis
Die Sitze wurden nach dem D’Hondt-Verfahren vergeben. Dabei waren jeweils die Listen A und F, B und Q, C und V, sowie J und N verbunden.
| Listen                     | Listen                  | Stimmen   | %    | +/-   | Mandate | +/- |
| -------------------------- | ----------------------- | --------- | ---- | ----- | ------- | --- |
|                            | Socialdemokraterne      | 618.412   | 32,6 | +16,2 | 5       | +2  |
|                            | Venstre                 | 366.735   | 19,4 | –4,0  | 3       | –2  |
|                            | Konservative Folkeparti | 214.972   | 11,3 | +2,9  | 1       | ±0  |
|                            | JuniBevægelsen          | 171.927   | 9,1  | –7,0  | 1       | –2  |
|                            | Socialistisk Folkeparti | 150.766   | 8,0  | +0,9  | 1       | ±0  |
|                            | Dansk Folkeparti        | 128.789   | 6,8  | +1,0  | 1       | ±0  |
|                            | Radikale Venstre        | 120.473   | 6,4  | –2,8  | 1       | ±0  |
|                            | Folkebevægelsen mod EU  | 97.986    | 5,2  | –2,1  | 1       | ±0  |
|                            | Kristendemokraterne     | 24.286    | 1,3  | –0,7  | –       | ±0  |
| Gesamt                     | Gesamt                  | 1.894.346 | 100  |       | 14      | –2  |
|                            |                         |           |      |       |         |     |
| Ungültige Stimmen          | Ungültige Stimmen       | 27.195    | 1,4  |       |         |     |
| Wähler                     | Wähler                  | 1.921.541 | 47,9 |       |         |     |
| Wahlberechtigte            | Wahlberechtigte         | 4.012.663 |      |       |         |     |
|                            |                         |           |      |       |         |     |
| Quelle: Danmarks Statistik |                         |           |      |       |         |     |

## Fraktionen im Europäischen Parlament
| Partei                         | Partei                      | Mandate | Fraktion |
| ------------------------------ | --------------------------- | ------- | -------- |
|                                | Socialdemokraterne          | 5 / 14  | SPE      |
|                                | Venstre                     | 3 / 14  | ALDE     |
|                                | Det Konservative Folkeparti | 1 / 14  | EVP-ED   |
|                                | JuniBevægelsen              | 1 / 14  | IND/DEM  |
|                                | Socialistisk Folkeparti     | 1 / 14  | G/EFA    |
|                                | Dansk Folkeparti            | 1 / 14  | UEN      |
|                                | Radikale Venstre            | 1 / 14  | ALDE     |
|                                | Folkebevægelsen mod EU      | 1 / 14  | GUE/NGL  |
|                                |                             |         |          |
| Quelle: Europäisches Parlament |                             |         |          |